# Jacques Magnée
Jacques Magnée SJ (* 29. Juni 1903 in Verviers; † Juni 1943 im KZ Dachau) war ein belgischer römisch-katholischer Geistlicher, Jesuit und Märtyrer.

## Leben
Jacques Magnée besuchte Schulen in Verviers in Belgien. Er trat bei den Jesuiten ein und absolvierte das Noviziat in Arlon. Ab 1936 unterrichtete er am Collège du Sacré-Coeur in Charleroi. Am 10. Mai 1941 wies er einen Schüler zurecht, der pro-deutsche Propaganda machte. Dafür wurde er am 11. Juni 1941 von der Gestapo verhaftet und kam über das Gefängnis Saint-Gilles und das KZ Sachsenhausen im Februar 1942 in das KZ Dachau. Dort starb er im Juni 1943 im Alter von 39 Jahren.